# Tradewind Aviation
Tradewind Aviation (auch als Tradewind Shuttle bekannt) ist eine amerikanische Fluggesellschaft mit Hauptsitz am Waterbury-Oxford Airport in Oxford, Connecticut. Tradewind Aviation bietet Charter und Linienflüge im Nordosten der Vereinigten Staaten von Amerika und in der Karibik sowie Flugzeugmanagementdienste an.

## Geschichte
Tradewind Aviation wurde 2001 von den Brüdern Eric und David Zipkin gegründet und nahm den Betrieb mit einer einzigen Cessna 208 Caravan auf. Der Charterdienst wurde in den Vereinigten Staaten und der Karibik ausgeweitet und umfasst elf Städte.

## Flugziele
Die Hauptziele sind:

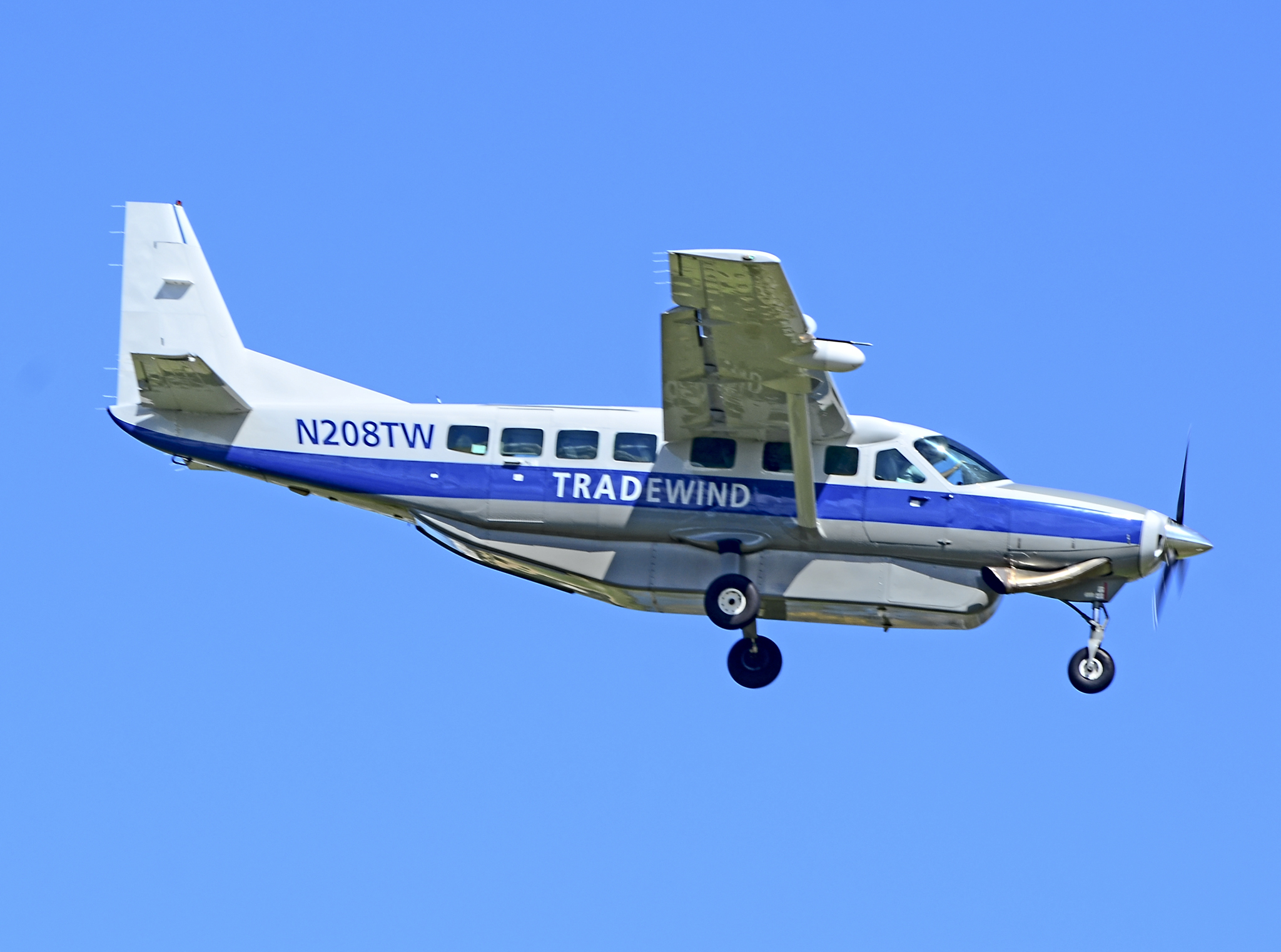
Cessna 208B Grand Caravan

- im Nordosten der Vereinigten Staaten:[4]
  - Nantucket, Massachusetts
  - Martha's Vineyard, Massachusetts
  - Westchester County, New York
  - Newport, Rhode Island

- in der Karibik:[5]
  - The Valley, Anguilla
  - Saint John’s, Antigua, Antigua und Barbuda
  - Charlotte Amalie, Saint Thomas, Amerikanische Jungferninseln
  - San Juan, Puerto Rico
  - Gustavia, Saint-Barthélemy

Tradewind fliegt auch weitere Ziele in der Karibik, den Vereinigten Staaten und Kanada an.

## Flotte

### Aktuelle Flotte
Die Flotte der Tradewind Aviation besteht mit Stand vom Dezember 2022 aus 29 Flugzeugen.
| Flugzeugtyp                 | aktiv | bestellt | Anmerkungen | Sitzplätze |
| --------------------------- | ----- | -------- | ----------- | ---------- |
| Cessna Citation CJ3 CE-525B | 10    |          |             | 9          |
| Pilatus PC-12               | 19    | 19       |             | 9          |
| Gesamt                      | 29    | 19       |             |            |

### Ehemalige Flugzeugtypen
Tradewind betrieb früher folgende Flugzeugtypen:
- Beechcraft King Air 200